# Ázok
Az ázok a skandináv mitológia jelentős alakjai, a gótok királyai. A szkaldoknál Odin nemzetségére vonatkozik.
Különösen Svédországban két istenfaj állt harcban egymással, az ázok és a vánok. Közöttük a vallástörténészek egy része különböző etnikai csoportok isteneit véli felfedezni. Mások szerint az ázok eredetileg a harcosok, a vánok pedig földművelő parasztok istenei voltak, illetve ők általában a bőség, a termékenység, a föld és tenger adományainak istenségei.
Az Ázok nemzetség vezérei Odin és Thor voltak, de közéjük tartozott Loki, Heimdall, Tyr is.